# Walkirie (powieść)
Walkirie (As Valkirias) – powieść Paulo Coelho z roku 1992. W Polsce wydana przez Drzewo Babel w roku 2010. Jest uznawana za jedną z najbardziej osobistych książek pisarza.

## Fabuła
Trzecioosobowy narrator opisuje 40-dniową podróż autora i jego żony przez pustynię Mojave w celu znalezienia swojego anioła.